# Prološko blato
Prološko blato – obszar zalewowy i bagienny oraz rezerwat przyrody w Chorwacji, część Dalmacji, Zagory i Imotskiego polja.

## Opis
W okresie roztopów wypełnia się wodą. Jego zachodnią część, wypełnioną wodą przez cały rok, stanowi Prološko jezero. Prološko blato zasilane jest wodami rzeki Suvai i zbudowanego na niej zbiornika wodnego Ričice, który leży przy granicy z Bośnią i Hercegowiną. Leżące na obszarze Prološkiego blata wzgórze Manastir podczas wezbrań staje się wyspą. Na wzgórzu znajdują się ruiny klasztoru franciszkanów.
W 1971 roku Prološko blato zostało objęte ochroną przyrodniczą ze względu na walory ornitologiczne (994 ha).